# Чемпионат Европы по лёгкой атлетике в помещении 1982 — спортивная ходьба на 5000 метров (мужчины)
Соревнования по спортивной ходьбе на 5000 метров у мужчин на чемпионате Европы по лёгкой атлетике в помещении в Милане прошли 7 марта 1982 года во Дворце спорта «Сан-Сиро».
Дисциплина во второй раз проводилась на чемпионате Европы в помещении и вновь имела лишь демонстрационный статус. Годом ранее заход выиграл Хартвиг Гаудер из ГДР.

## Рекорды
До начала соревнований действующими были следующие рекорды в помещении.
| Высшее мировое достижение | Карло Маттиоли (Италия) | 18.59,2 | Милан, Италия | 19 февраля 1980 |
| Рекорд Европы             | Карло Маттиоли (Италия) | 18.59,2 | Милан, Италия | 19 февраля 1980 |

## Расписание
| Дата         | Раунд соревнований |
| ------------ | ------------------ |
| 7 марта 1982 | Финал              |

Время местное (UTC+2)

## Медалисты
| Золото                   | Серебро               | Бронза                 |
| Маурицио Дамилано Италия | Карло Маттиоли Италия | Мартин Топорек Австрия |

## Результаты
Обозначения: | WB — Высшее мировое достижение | ER — Рекорд Европы | NR — Национальный рекорд | WL — Лучший результат сезона в мире | EL — Лучший результат сезона в Европе | PB — Личный рекорд | SB — Лучший результат в сезоне | DNS — Не стартовал | DNF — Не финишировал | DQ — Дисквалифицирован

На старт захода вышли 6 участников. Первое место с большим преимуществом занял олимпийский чемпион 1980 года Маурицио Дамилано.
| Место | Атлет                | Гражданство    | Результат | Примечания |
| ----- | -------------------- | -------------- | --------- | ---------- |
| 1     | Маурицио Дамилано    | Италия         | 19:40.28  |            |
| 2     | Карло Маттиоли       | Италия         | 20:06.91  |            |
| 3     | Мартин Топорек       | Австрия        | 20:19.47  |            |
| 4     | Алессандро Пеццатини | Италия         | 20:27.68  |            |
| 5     | Стив Барри           | Великобритания | 20:37.47  | NR         |
| 6     | Христос Карагеоргиос | Греция         | 21:00.69  |            |